# Kwelderbodemkrabspin
De kwelderbodemkrabspin (Ozyptila westringi) is een spinnensoort in de taxonomische indeling van de krabspinnen (Thomisidae).
Het dier komt uit het geslacht Ozyptila. Ozyptila westringi werd in 1873 beschreven door Tord Tamerlan Teodor Thorell.